# Нікотинамід мононуклеотид
Нікотинамід мононуклеотид («NMN») є нуклеотидом, отриманим з рибози, нікотинаміду, нікотинамідрібозиду та ніацину.
Нікотинамідмононуклеотид (NMN) бере участь у клітинному метаболізмі, відома своєю ключовою роллю як попередника нікотинамідаденіндинуклеотиду (NAD+), коферменту, необхідного для різних біологічних процесів. Будучи структурно похідним від рибози та нікотинаміду, NMN має значні перспективи у сфері здоров'я та довголіття людини завдяки своєму впливу на виробництво клітинної енергії та регулятивні функції.
Як попередник NAD+, NMN відіграє вирішальну роль у регуляції активності мітохондрій, репарації ДНК та експресії генів, що вказує на його потенційний вплив на процеси старіння та вікові захворювання. Його глибокі наслідки для функціонування клітин спонукали до масштабних наукових досліджень, які вивчають його терапевтичний потенціал і наслідки для покращення загального здоров'я та боротьби з віковим погіршенням.
У людей кілька ферментів використовують NMN для генерації нікотинамідаденіндинуклеотиду (NAD+). У мишей було припущено, що NMN всмоктується через тонкий кишечник протягом 10 хвилин після перорального прийому та перетворюється на нікотинамідаденіндинуклеотид (NAD+) через транспортер Slc12a8. Однак це спостереження було оскаржено, і питання залишається невирішеним.
Оскільки NAD+ є кофактором для процесів у мітохондріях, для сиртуїнів і PARP, NMN досліджують на тваринних моделях та на людях як потенційний нейропротекторний засіб і омолоджувальний засіб. Зворотне старіння на клітинному рівні шляхом пригнічення мітохондріального розпаду в присутності підвищених рівнів NAD+ робить його популярним серед засобів проти старіння. Компанії з виробництва дієтичних добавок агресивно продають продукти NMN, заявляючи про ці переваги. Одноразове введення дози до 500 мг виявилося безпечним для чоловіків у дослідженні Університету Кейо. Одне клінічне випробування 2021 року показало, що NMN покращує чутливість м'язів до інсуліну у жінок із переддіабетом, тоді як інше виявило, що він покращує аеробну здатність бігунів-любителів. Рандомізоване, багатоцентрове, подвійне сліпе, плацебо-контрольоване, паралельно-групове, дозозалежне клінічне дослідження 2022 року, що включало 80 здорових дорослих людей середнього віку, показало його ефективність в призупиненні старіння та збільшенні витривалості. Клінічне випробування 2023 року показало, що NMN покращує продуктивність під час шестихвилинного тесту ходьби та суб'єктивної оцінки загального стану здоров'я.
NMN є вразливим до позаклітинної деградації ферментом CD38, який може інгібуватися такими сполуками, як CD38-IN-78c та апігенін.

## Дієтичні джерела
NMN у невеликих кількостях (близько 1 мг на 100 грам), міститься у фруктах і овочах, таких як едамаме, броколі, капуста, огірок і авокадо, що робить ці природні джерела непрактичними для досягнення дозування, яке зараз досліджується для NMN як фармацевтичного засобу.
Попередники NMN ніацин (вітамін В3) і триптофан переважно надходять з таких дієтичних джерел, як м'ясо, риба, молочні продукти, яйця, шоколад, що забезпечує синтез NAD+ та його біодоступність у мітохондріях, а також активує антивіковий сиртуїн SIRT3.

## Виробництво
Виробництво мононуклеотиду нікотинаміду було частково обмежено в США з другої половини 2022 року FDA, оскільки він досліджується як фармацевтичний препарат.

## Різні експресії NMN в органах людини
Синтезуючі ферменти та ферменти споживання NMN також виявляють тканинну специфічність: NMN широко поширений у тканинах і органах по всьому тілу та присутній у різних клітинах з ембріонального розвитку.